# Преслав (улица във Варна)
Вижте пояснителната страница за други значения на Преслав.
„Преслав“ е улица във Варна, намираща се в район Одесос. Тя свързва бул. „Христо Ботев“ на север с бул. „Княз Борис I“ на изток и бул. „Приморски“ на юг и така осигурява връзка от Варненския център до Пристанище Варна.

## История
Данните от археологически разкопки в района на днешната улица позволяват да се заключи, че тази част на римския Одесос не е била застроена, а е служила като едно от сметищата на града, използвано още от елинистическата епоха. Едва през късната античност (ок. ІV–VІ в.) тук са били издигнати нарядко няколко бедни къщи.
Според изворите, през ноември 1888 г. улицата се дели на Стара Преславска и Голяма Преславска, започваща от Балък пазар и завършваща при Татар капия и пътя за Добрич. До 1891 г. на главната и „най-многошумна“ "Преславска" улица се помещава консулството на Русия във Варна., чиито помещения през 1892 г. се преустрояват в хотел с градина.
В началото на ХХ век е главна търговска улица на града, разграничаваща българската, турската, гръцката, арменската и еврейската махала. Южната част на улицата, пред гарата и пристанището, се нарича „Цариградска“ и е пригодена да обслужва морската търговия. Компании като „Лойд Триестино“ отварят свои кантори през 30-те години на тези адреси. Освен тях работят сарафи (менители), както и клонове на БНБ и на Варненската популярна банка. От търговските кантори и магазини преобладават тези на леката тъкаческа промишленост – вълнени и копринени платове. Функционират хотелите „Париж“, „Комерсиал“, „Виена“, „Кооп“, „Преслав“, както и Италианския клуб и кафене „Балкан“ с едноименното „Международното пътническо бюро“.
На ул. „Преславска“ е и първата голяма търговска сграда във Варна – „Базар Паруш“. Особен символ на улицата е и монументалната постройка с внушителен централен купол – Варненската Търговско-индустриална камара и Стокова борса. Проектът за нея е на инж. Дабко Дабков и арх. Стефан Попов и е осъществен между 1923 и 1930 г.
Сградата, в която днес се помещава Държавният архив, е най-старата административна сграда във Варна с над 100-годишна история. Тя се намира в северната и централна част на улицата. Построена е през 1860 г. като турски конак, при което е разрушена част от древна гробница. След Освобождението сградата служи за седалище на губернатора, по-късно в нея се помещава клон на БНБ, полицейското управление, а след 1990 – Варненският държавен архив. Днес сградата е паметник на архитектурата от местно значение и външният ѝ облик не може да бъде променян.

## Обекти и забележителности
Западна страна
- Варненска часовникова кула
- Драматичен театър „Стоян Бъчваров“
- Държавна опера Варна
- Площад „Мусала“
- Дом на Иван Драсов (ул. „Преслав“ 48)
- Католическа църква „Непорочно зачатие на Дева Мария“
- Площад „Атанас Буров“

Източна страна
- Държавен архив
- Окръжен съд – Варна
- Площад „Независимост“
- Областна администрация – Варна
- Щаб на Военноморските сили
- Площад Петко Славейков